# بنز ویل، نیو ساوت ولز
بنز ویل (به انگلیسی: Bensville) یک حومه شهر در استرالیا است که در نیو ساوت ولز واقع شده‌است.